# بدائيات الذيل
بدائيات الذيل أو فصيلة بروتونيوريدي (الاسم العلمي: Protoneuridae)، هي فصيلة حشرات يعسوبية من مقترنات الأجنحة. تُعرف معظم أنواعه عمومًا باسم خيطيات الذيل أو خيزرانيات الذيل.